# Striga strigosa
Striga strigosa là loài thực vật có hoa thuộc họ Cỏ chổi. Loài này được R.D.Good miêu tả khoa học đầu tiên năm 1930.